# Борис Цветков (политик)
Вижте пояснителната страница за други личности с името Борис Цветков.
Борис Цветков е български политик. Народен представител от парламентарната група на Коалиция БСП за България в XLV народно събрание. Избран е от 24 Многомандатен избирателен район в столицата (районите Искър, Слатина, Подуяне, Сердика, Средец, Оборище, Възраждане и Кремиковци) с масов преференциален вот на 1 609 граждани, които от седмо място го преместват на избираемо място и го избират за свой народен представител.
Избиран е за народен представител от парламентарната група на Коалиция за България в XLII народно събрание.
Водач на листата на БСП за България в област Перник - 14 Многомандатен избирателен район.
Кандидат за народен представител от БСП за България в 24 МИР в София - преференция с номер 102.
Бил е член на Постоянната комисия по образование, култура, наука и културно многообразие и на Постоянната комисия по стопанска политика и общинска собственост към Столичния общински съвет.
На 25 октомври 2015 г. е избран за общински съветник от БСП в Столичния общински съвет. Зам.-председател е на Постоянната комисия по устройство на територията, архитектура и жилищна политика и е член на Постоянната комисия по стопанска политика и общинска собственост на Столичния общински съвет.

## Биография
Борис Цветков е роден на 25 ноември 1973 година в град София. Последователно учи в 108 ЕСПУ „Никола Беловеждов“ (от 1 до 5 клас), в Софийска математическа гимназия „Паисий Хилендарски“ (6 и 7 клас) и завършва Националната природо-математическа гимназия „Акад. Любомир Чакалов“. Участва в отборите по математика на СМГ и НПМГ. Завършва специалност „Информатика“ в СУ „Св. Климент Охридски“. По време на следването си в СУ е избиран за член на Общото събрание на Факултета по математика и информатика на СУ и на Факултетния съвет на ФМИ на СУ. По-късно следва магистратура със специалност „Публична администрация“ във ВТУ „Св. св. Кирил и Методий“. Специализира политически мениджмънт в НБУ и Българско училище за политика.
Бил е заместник-председател на Български студентски съюз (национална организация на българските студенти, пълноправен член Европейския студентски съюз – Федерация на националните студентски съюзи на Европа (ESU)). Член на Комисията за съгласуване на студентските интереси към МОНТ, член на Съвета на Студентски дом – София към МОНТ и член на Съвета за управление и координация на „АКАДЕМИКА – Студентски отдих, спорт и туризъм“ към Министерството на образованието, науката и технологиите.
Бил е заместник-председател на Политическа партия Социалистически младежки съюз. Председател на Националния подготвителен комитет на България в 15 Световен фестивал на младежта и студентите в Каракас, Венецуела. Председател е на Сдружение за осъществяване на дейност в обществено полза „Дискусионен клуб за социална местна политика“, на Сдружение „Академика – Студентски дейности, отдих и спорт“ и на Сдружение "Асоциация за приятелство "България-Венецуела"".
Заместник-председател на Управителния съвет и председател на Градския съвет на Българския антифашистки съюз София град.
Член е на БСП от 1997 година, през 2010 е избран за председател на Районния съвет на БСП в район „Искър“, Столична община. От септември 2013 година е заместник-председател на районната партийна организация на БСП „Искър“. На 21 март 2015 г. е избран от районната конференция на БСП Искър отново за председател на РС на БСП Искър (и преизбран на 31 май 2015 г.). Член е на Градския съвет на БСП – София и на Националния съвет на БСП. Бил е член на Комисията за електронно членство в БСП и неин секретар. Член е на Комисията по организационните въпроси и връзка със структурите, Комисията по вътрешнопартийните допитвания, Комисията по кадровата политика, Съвета по транспорт, информационни технологии и съобщенията и Съвета по образование и наука на Националния съвет на БСП.
От 2001 до 2013 година работи като политически организатор в Отдел „Организация и териториална координация“ към Висшия (Националния) съвет на БСП като отговаря последователно за областите Бургас, Велико Търново, Перник, Кюстендил, Пазарджик, Смолян, Благоевград, София област.
Избран за общински съветник от БСП в Столичен общински съвет (СОС) през мандат 2003 – 2007 година, член на Постоянната комисия по транспорт, транспортна инфраструктура и безопасност на движението, член на Постоянната комисия за децата, младежта, спорта и туризма и на Комисията за провеждане на таен избор на СОС. Член е на Управителния съвет и на Обществения съвет на Съвета за безопасно движение на децата в София. Отново е избран за общински съветник от БСП в Столичния общински съвет за мандат 2011 – 2015 година и изпълнява отговорностите си до избирането му за народен представител на 12 май 2013 година.
Периодично запознава гражданите с дейността си чрез публични срещи с гражданите и чрез разпространяването на писмени отчети.
На парламентарните избори през 2013 година е избран за народен представител от листата на Коалиция за България от 24 МИР София.
Заместник-председател е на Комисията по отбрана и е член на Комисията по околната среда и водите на XLII народно събрание. Отправя питания и поставя въпроси за широк кръг обществени проблеми . Вносител е на редица законодателни инициативи и предложения.
Кандидат е за кмет на район „Искър“, Столична община от БСП на изборите за местна власт през 2015 г. и за общински съветник от БСП в Столичния общински съвет. Избран за общински съветник от „МК БСП лява България“ в Столичен общински съвет за мандат 2015 – 2019 година.
На първия тур на местните избори през 2015 година като кандидат за кмет на район Искър от МК „БСП лява България“ получава подкрепата на 2647 граждани , отива на балотаж за кмет на район Искър и на втория тур получава подкрепата на 3429 граждани (42,15%).
Кандидат е за кмет на район „Искър“, Столична община от БСП на изборите за местна власт през 2019 г. и за общински съветник от БСП в Столичния общински съвет.
На първия тур на местните избори през 2019 година като кандидат за кмет на район Искър от Коалиция „БСП за България“ получава подкрепата на 4590 граждани , отива на балотаж за кмет на район Искър и на втория тур получава подкрепата на 9 254 граждани (около 49%) и само отчетените невалидни бюлетини не дават възможност да бъде обявен за избран за кмет на район Искър.